# Юсковец, Моисей Калинникович
Моисей Калинникович Юсковец (16 августа 1898, деревня Завершье, Дрогичинский район, Брестская область — 23 апреля 1969) — советский ученый в области ветеринарии. Академик АН БССР (1950), академик Академии сельскохозяйственных наук БССР (1957—1961), доктор ветеринарных наук (1941), профессор (1943). Заслуженный деятель науки БССР (1958). Участник Гражданской войны и Великой Отечественной войны.

## Биография
Окончил Московский ветеринарный институт (1925). В 1928—1935 — ассистент, доцент, заместитель директора Московского зооветеринарного института. В 1936-39 гг. — член ветеринарной секции ВАСХНИЛ. С 1941 по 1943 — на фронте, военветврач 2-го ранга, эпизоотолог. В 1943—1949 — глава эпизоотологической службы Главного ветеринарного управления Министерства сельского хозяйства СССР. С 1950 — полностью на работе в БССР: в 1950—1956 — в Институте животноводства, в 1957—1959 — директор Белорусского научно-исследовательского ветеринарного института. В 1957—1961 гг. академик-секретарь Отделения животноводства и ветеринарии Академии сельскохозяйственных наук БССР, в 1961—1969 — заведующий отделом микробиологии и иммунологии Белорусского научно-исследовательского ветеринарного института.

## Научный и практический вклад
Работы по эпізоотологии, микробиологии, иммунологии, вопросам борьбы с болезнями сельскохозяйственных животных. Разработал и ввел в практический обиход систему ускоренного оздоровления хозяйств при туберкулезе крупного рогатого скота, разработал и ввел в обиход приготовление вакцины из штамма бруцелл, изучил иммуногенез при прививках указанной вакцины, систему мероприятий по ликвидации бруцеллеза сельскохозяйственных животных. Разработанная им вакцина позволило полностью ликвидировать бруцеллез в республике.
Автор более 150 научных и научно-популярных работ, в том числе 5 монографий. Разработал направления деятельности вновь созданного после войны Белорусского научно-исследовательского ветеринарного института, укомплектовал институт научными кадрами, создал белорусскую школу ветеринарии.

## Награды
Награжден орденами Ленина (1954), «Знак Почета» (1958, 1968). Его именем названа средняя школа в дер. Завершье Дрогичинского района, где он учился.

## Основные работы
- Бруцеллез сельскохозяйственных животных. 2 изд. М.: Сельхозгиз, 1960.
- Туберкулез сельскохозяйственных животных и птиц. 3 изд. Соч.: Сельхозгиз БССР, 1963.